# 1101
| 1101               |
| ------------------ |
| Dødsfald - Fødsler |
|                    |

| Gregoriansk kalender | 1101 MCI                |
| Ab urbe condita      | 1854                    |
| Armensk kalender     | 550 ԹՎ ՇԾ               |
| Kinesiske kalender   | 3797 – 3798 庚辰 – 辛巳 |
| Etiopisk kalender    | 1093 – 1094             |
| Jødisk kalender      | 4861 – 4862             |
| Hindukalendere       |                         |
| - Vikram Samvat      | 1156 – 1157             |
| - Shaka Samvat       | 1023 – 1024             |
| - Kali Yuga          | 4202 – 4203             |
| Iransk kalender      | 479 – 480               |
| Islamisk kalender    | 494 – 495               |

Konge i Danmark: Erik Ejegod 1095-1103
Se også 1101 (tal)

## Begivenheder
- Knud den Hellige kanoniseres af paven